# Open IPTV Forum
Open IPTV Forum (OIPF) és una associació panindustrial creada pel sector dedicat a la televisió per IP (IPTV) per tal de desenvolupar unes especificacions normalitzades extrem a extrem que permetin dur aquesta tecnologia massivament al mercat. Legalment es tracta d'una associació industrial registrada amb nombre VR 202474 sota el Codi Civil Alemany.
L'aparició de la televisió IP a nivell internacional va crear la necessitat d'una organització que actués en el marc de la normalització per a poder oferir serveis plug and play per als usuaris finals. D'aquesta manera neix l'Open IPTV Forum al març de 2007, compost per vuit membres de diversos països, tots ells fabricants d'equips, operadors de telecomunicacions i proveïdors de serveis. El principal propòsit és per tant aconseguir una experiència d'ús fàcil i ràpida de cara que aquesta tecnologia pugui arribar sense majors problemes a la gran majoria de consumidors de continguts audiovisuals. Això implica que les diferents capes en la cadena d'IPTV necessiten una eina comuna per a poder desenvolupar còmodament els seus propis productes i que al seu torn, aquests encaixin en una solució plug and play. El OIPF intenta que aquesta eina comuna siguin els estàndards oberts que creen i desenvolupen.

## Objectius
La comesa del OIPF és donar suport als proveïdors dels sistemes IPTV donant pautes que condueixin a un mercat IPTV global. Per tant, El OIPF proporciona especificacions, perfils, proves, assajos i certificacions per a promoure aquesta tecnologia. Els objectius bàsics es poden descriure (i així ho fa la mateixa OIPF) en quatre punts clau, fortament relacionats entre ells:
1. Crear una sèrie d'especificacions que puguin ser usades per a sistemes de telecomunicació IPTV extrem a extrem interactius, personalizables, aplicacions i altres serveis relacionats. També per als dispositius electrònics (productes de consum) per a poder assegurar una completa compatibilitat i interoperabilidad entre els diversos equips i serveis en benefici dels consumidors.
2. Publicar i promoure especificacions IPTV com estàndards oberts i no discriminatoris que puguin ser usats per les empreses distribuïdores de sistemes de comunicacions, aplicacions i altres serveis. Això implica fer públiques les especificacions aprovades i fer que siguin sotmeses a acceptació per organitzacions d'estàndards tals com 3GPP, ETSI, ATIS, Open Mobile Alliance o altres organitzacions d'estàndards de rellevància.
3. Millorar i desenvolupar contínuament aquestes especificacions IPTV a través de noves versions d'estàndards.
4. Establir mitjans per a assegurar interoperabilitat entre serveis i dispositius que funcionin amb les especificacions d'IPTV.

## Empreses membres
Els membres fundadors o Membres Inicials (Initial Members en anglès) del OIPF van ser vuit: Ericsson, France Telecom, Nokia Siemens, Panasonic Corporation, Philips, Samsung Electronics, Sony Corporation i Telecom Itàlia. No obstant això, avui dia la llista de membres ha augmentat considerablement.

### Nous membres
A causa de la política per a tenir una àrea de cobertura i influència el major possible, el OIPF té les portes obertes a nous membres. Els requisits que s'exigeixen consisteixen que l'empresa o grup en qüestió estigui en actiu en l'àrea de la IPTV i que a més pugui contribuir a aconseguir els objectius marcats pel fòrum. També aquestes empreses haurien de proveir personal per als grups de treball del OIPF. Els nous membres admesos són denominats Membres Addicionals (Additional Members en anglès) en contraposició als Membres Inicials (Initial Members en anglès).

### Actualitat
En l'actualitat, el OIPF té una àmplia llista de membres, amb una gran representació a nivell internacional. Contem un total de 60 empreses, entre les quals es troba l'espanyola Telefònica.

## Organització
El OIPF està organitzat segons el gràfic adjunt.

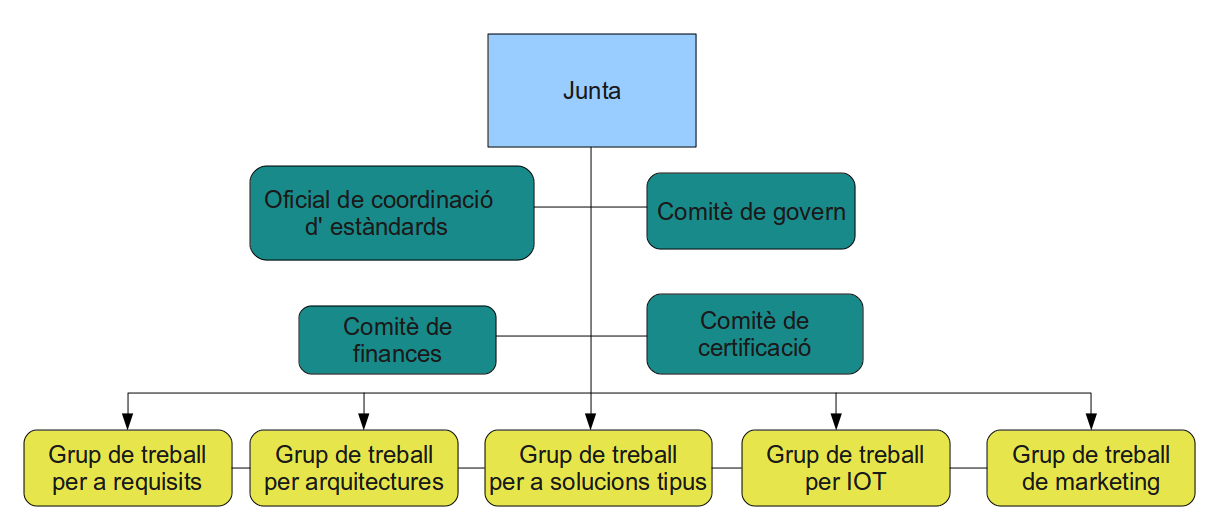
Estructura del Open IPTV Forum.

El seu ens de direcció màxim és la Junta (Board en anglès). El seu president és en l'actualitat Yun Chao Hu (Ericsson) i els vicepresidents són Yukako Nakajima (Sony) i Mohamed Donades (Aurenja FT-Group). Per sota d'aquesta junta, tenim tres comitès amb unes tasques específiques intrínseques al nom que rep cadascun, i un coordinador d'estàndards, que és l'encarregat de compaginar estàndards tant a nivell intern com si cal posar-se en contacte amb altres entitats d'estàndards. Finalment, tenim uns grups de treball composts per experts en les matèries corresponents. Ells són els encarregats de realitzar les especificacions i publicacions del OIPF.

## Alliberament 1
Fruit del treball conjunt de l'associació, es va alliberar el primer conjunt d'especificacions. El 8 d'octubre de 2009 va sortir la versió 1.1 d'aquest llançament, fraccionat en diversos volums. S'hi tracten diversos temes: Alguns d'ells per a poder tenir una comprensió adequada de tot el treball (terminologia, convencions, etc.) i altres d'àmbit purament tècnic (formats del contingut, metadades, protocols, entorn d'aplicació en el terminal, autenticació, protecció del contingut, esquemes XML, etc.). Aquest llancament està centrada sobretot en accés a la informació mitjançant cable. S'establix per exemple, l'ús d'H.264/AVC com a codificació de vídeo predilecta i HE-AAC per a l'àudio, sent el suport d'ambdós obligatori; però a més donant la possibilitat de donar suport per a altres sistemes de codificació. Quant a les metadades, s'utilitzen gran part de les especificacions de DVB, estandarditzades per la ETSI, per al Servei de descobriment i selecció (Service Discovery and Selection, SD&S) i la Guia de Contingut de Banda Ampla (Broadband Content Guide, BCG). No obstant això té algunes diferències respecte a l'estàndard DVB: Mentre que en el DVB el lliurament de metadades es fa mitjançant documents XML, la Release 1 també accepta contingut CE-HTML com a part d'aplicacions interactives. Altre tema que es tracta en les especificacions és l'entorn d'aplicació declaratiu (Declarative Application Environment, DAE) que especifica les aplicacions basades en navegador que s'executen en el terminal Open IPTV (OITF en el document original). El DAE permet que les tecnologies web puguin proveir accés a serveis IPTV ja siguin xarxes controlades o el mateix internet.

## Alliberament 2
La Release 2 fou alliberada el 8 d'agost de 2009. S'hi tracten temes d'arquitectura funcional (Arquitectures d'alt nivell, fluxos de senyal d'alt nivell, interoperatibilitat entre IPTV i els serveis de comunicació, accés remot, etc.). Aquest llançament tracta també la cobertura i accés per a terminals mòbils, i la disponibilitat de serveis IPTV per a qualsevol dispositiu capaç com per exemple la TV, un telèfon mòbil, un PC, PDA, etc.